# Lady Susan
Lady Susan és una novel·la epistolar de Jane Austen, possiblement escrita el 1794 però no publicada fins al 1871. L'obra descriu les maquinacions del personatge principal per aconseguir els seus objectius.

## Sinopsi argumental
Lady Susan Vernon, una bella i encantadora vídua, visita el seu cunyat i la seva dona, Charles i Catherine Vernon, a Churchill, la seva residència rural, per passar-hi uns dies. Catherine no se n'alegra, precisament, ja que Lady Susan havia intentat evitar el seu matrimoni amb Charles i la seva convidada inesperada se li ha descrit com «la més coqueta d'Anglaterra». Entre les conquestes de Lady Susan hi ha el senyor Manwaring, casat.
El germà de Catherine, Reginald, arriba una setmana després, i malgrat les fortes advertències de Catherine sobre el personatge de Lady Susan, aviat cau sota el seu encanteri. Lady Susan juga amb els afectes de l'home més jove per a la seva pròpia diversió i, més tard, perquè percep que causa la incomoditat de la seva cunyada. La seva confident, Alicia Johnson, a qui escriu sovint, li recomana casar-se amb el molt elegible Reginald, però Lady Susan el considera molt inferior a Manwaring.
Frederica, la filla de 16 anys de Lady Susan, intenta fugir de l'escola quan s'assabenta del pla de la seva mare per casar-la amb un jove ric però insípid, que detesta. També esdevé convidada a Churchill. A Catherine li agrada —el seu personatge és totalment diferent del de la seva mare— i, a mesura que passa el temps, detecta l'afecció creixent de Frederica per  Reginald, que ho ignora.
Més tard, Sir James Martin, el pretendent no desitjat de Frederica, apareix sense ser convidat, per a l'angoixa i vexació de la seva mare. Quan Frederica demana suport a Reginald per desesperació (ja que Lady Susan li ha prohibit recórrer a Charles i Catherine), provoca una bretxa temporal entre Reginald i Lady Susan, però aquesta darrera aviat repara la ruptura.
Lady Susan decideix tornar a Londres i casar la seva filla amb Sir James. Reginald continua encara embruixat pels seus encants i amb la intenció de casar-se amb ella, però es troba amb la senyora Manwaring a casa del senyor Johnson i finalment descobreix el veritable caràcter de Lady Susan. Lady Susan s'acaba casant amb Sir James, i permet que Frederica resideixi amb Charles i Catherine a Churchill, on Reginald de Courcy «podrà ser afalagador i delicat en el seu amor per ella».

## Els personatges principals
- Lady Susan Vernon

Lady Susan Vernon té uns 35 o 36 anys (una mitjana edat per a l'època) i és filla d'un comte. És vídua des de fa només uns mesos, i se sap que manipula i sedueix de manera flagrant homes solters i casats. Com que s'ha quedat en un estat econòmicament precari a causa de la mort del seu marit, fa servir el coqueteig i la seducció per aconseguir els seus objectius i mantenir l'aparença del seu antic estil de vida opulent. Com a vídua i mare, els seus principals objectius són casar ràpidament la seva filla Frederica (a qui menysprea, per considerar-la estúpida i tossuda) amb un home ric i casar-se ella mateixa amb una parella encara millor. Catherine Vernon la descriu com:
...realment massa bonica. […] Poques vegades he vist una dona tan encantadora com Lady Susan. És delicadament clara, amb ulls grisos fins i pestanyes fosques; i per la seva aparença no se li suposarien més de vint-i-cinc anys, encara que de fet deu tenir-ne deu més. Segurament no estava disposat a admirar-la... però no puc evitar sentir que posseeix una combinació poc comuna de simetria, brillantor i gràcia.

Lady Susan és freda amb la seva filla, per la qual sent poc o gens d'afecte: l'anomena «una noia estúpida» que «no té res per recomanar». És possible que Jane Austen s'inspirés en el personatge de la mare de la seva veïna, una bella senyora Craven, que en realitat havia tractat les seves filles amb força crueltat, tancant-les, colpejant-les i matant-les de gana, fins que van fugir de casa o es van casar per sota de la seva classe per escapar.
- Frederica Vernon

Filla de Lady Susan. Oprimida per la seva mare, Frederica és molt tímida i només amb el temps el lector pot percebre que, més que ser estúpida i tossuda, és una noia dolça i sensata, la naturalesa amable de la qual està contínuament en desacord amb l'egoisme venal de Lady Susan. Frederica no és tan bella com la seva mare, però té una bellesa suau i delicada que, juntament amb la seva evident capacitat de sentir gratitud, la fa ser estimada pels Vernon.
- Catherine Vernon

Cunyada de Lady Susan, que percep fàcilment com no li agrada a Catherine Vernon, però admet que està «ben educada» i té l'aire de «una dona de moda». Sent molt més afecte i preocupació per Frederica que no pas Lady Susan, i sovint lamenta la gran negligència de Lady Susan envers la seva filla.
- Charles Vernon

Cunyat de Lady Susan. Un home amable que li permet quedar-se a casa seva.
- Reginald de Courcy

Germà de Catherine Vernon. És guapo, amable, càlid i obert, però més aviat crèdul. Catherine Vernon escriu en una carta a la seva mare: «Oh! Reginald, com és d'esclavitzat el teu criteri!»
- Lady De Courcy

Confident i mare de Catherine Vernon. Lady De Courcy confia en el judici de la seva filla i li preocupa que Reginald no sigui acceptat per Lady Susan.
- Alicia Johnson

L'amiga íntima a qui Lady Susan confia tota la seva veritable maquinació. Alicia Johnson té una mentalitat immoral semblant a la de la seva amiga, Lady Susan. Enganxada en un matrimoni amb un home assenyat a qui no estima, a qui Lady Susan descriu amb burla com «de prou edat per ser formal, ingovernable i per tenir la gota, massa vell per ser agradable i massa jove per morir», li encanta escoltar i fer suggeriments sobre els plans manipuladors de Lady Susan.

## L'estructura narrativa
Lady Susan és una novel·la epistolar, en què el lector va coneixent la història per mitjà de les cartes que s'escriuen lady Susan i una amiga seva, i també les que s'escriuen alguns altres personatgesː lady Susan amb un dels seus pretendents i entre si uns coneguts de la protagonista. Llegint aquestes cartes, els lectors van coneixent la veritable intenció i la falsedat de la protagonista.

## El tema
L'obra plasma dos temes sempre presents en les novel·les de Jane Austen: el matrimoni de conveniència i les formes de vida de les famílies burgeses del món rural en l'Anglaterra del segle XVIII.

## El personatge protagonista
Lady Susan, un personatge complex, s'allunya d'altres models femenins de Jane Austen protagonistes d'altres novel·les. És bella però també és intel·ligent, encara que sigui per ser cruel, venjativa i manipuladora i sense escrúpols. El temor a perdre els seu estatus i caure en una relativa pobresa l'empeny a qualsevol conducta, encara que sigui immoral, per assolir els seus objectius. Així, Austen posa en evidència la dependència del matrimoni que tenen les dones dela seva classe i la seva àpoca per mantenir la posició social i la seguretat econòmica. Aquestes característiques en fan un personatge literari inèdit i fascinant. L'autora no castiga aquesta conducta, perquè la protagonista aconsegueix els seus objectius i l'enalteix amb el protagonisme del títol.

## Adaptacions cinematogràfiques i televisives
L'adaptació de Lady Susan, de Whit Stillman, retitulada Love & Friendship després del treball juvenil d'Austen amb aquest nom, es va presentar al Festival de Cinema de Sundance el gener de 2016. La pel·lícula és protagonitzada per Kate Beckinsale, Chloe Sevigny, Xavier Samuel i Stephen Fry. Va rebre crítiques molt positives.

## Adaptacions escèniques i literàries
L'adaptació escènica Lady Susan: Jane Austen's Distinguished Flirt, de Bonnie Milne Gardner, es va representar a la Ohio Wesleyan University el 1998 i és publicada per Scripts for Stage.
Una versió per a dues dones de Lady Susan, adaptada per Inis Theatre, es va representar al festival marginal de Dublín el 2001–2.
Una adaptació de Christine U'Ren va ser interpretada per Bella Union Theatre Company al Berkeley City Club de Berkeley, Califòrnia, el juliol de 2009.
Lady Susan (una novel·la), és una reescriptura completa de Phyllis Ann Karr del 1980.
L'any 2009, Crown Publishing va publicar Lady Vernon i la seva filla, una reconstrucció de la novel·la de Lady Susan. Escrita per les coautores mare i filla Jane Rubino i Caitlen Rubino-Bradway, l'adaptació reinterpreta l'obra per adaptar-se de prop a l'estil de prosa més madur d'Austen.
Una altra adaptació del text, en forma de novel·lització, del director Whit Stillman, es va anunciar per a la seva publicació coincidint amb l'estrena general de la pel·lícula (del mateix títol) el maig de 2016, protagonitzada per Kate Beckinsale. Alexandra Alter, de The New York Times, afirmava en el seu article i entrevista de 2016 amb Stillman, descrivint la novel·lització: «A la novel·la, el Sr. Stillman agafa els personatges i la trama de les cartes de ficció d'Austen i narra la història des de la perspectiva del nebot de Lady Susan, que espera contrarestar les crítiques a la seva difamada tia Susan». Stillman va dir que Lady Susan no estava del tot acabada i pensava que l'estructura del llibre era força defectuosa. Després d'adonar-se que hi havia una altra història per explicar, va convèncer l'editorial perquè li deixés escriure la novel·la.
El novembre de 2020, Samuel French va publicar Lady Susan (una obra de teatre) de Jane Austen, de Rob Urbinati, i la seva primera actuació mundial va ser produïda l'octubre de 2021 pel Good Theatre del St. Lawrence Arts Center de Portland, Maine.